# Bailee Madison
Bailee Madison Riley, född 15 oktober 1999 i Fort Lauderdale, Florida, är en amerikansk skådespelerska. Hon spelade rollen som May Belle Aarons i filmen Bron till Terabitia och som Snövit i ABC-serien Once Upon a Time. 
Hon har också medverkat i skräckfilmen Don't Be Afraid of the Dark där hon spelar Sallie Hurst. Hon spelar även karaktären Maggie i filmen Min låtsasfru  tillsammans med Adam Sandler och Jennifer Aniston. Hon är med i filmen Parental Guidance som Harper.

## Biografi
Madison föddes i Fort Lauderdale, Florida som det yngsta av sju syskon. Hon har fyra bröder och två systrar. Hennes äldre syster Kaitlyn Riley är också skådespelerska. Hon medverkade första gången i TV när hon var två veckor gammal och gjorde reklam för Office Depot. Sedan dess har hon medverkat i ett antal andra nationella reklamfilmer för företag som Disney, SeaWorld och Cadillac. Hon är också talesperson och frontfigur för Alex's Lemonade Stand Foundation, en välgörenhetsförening mot barncancer.
Hon gjorde sin debut 2006 i filmen Lonely Hearts Killers, där hon spelar Rainelle. Madison hade också en stor roll i Disneyfilmen Bron till Terabitia 2007; samma år spelade hon också rollen som Megan i filmen Look. Madison hade en liten roll i tv-serien Terminator: The Sarah Connor Chronicles under säsong ett i avsnittet "What He Beheld". Hon har även medverkat i Nickelodeon-filmen The Last Day of Summer och medverkade även i nämnda kanals Merry Christmas, Drake & Josh.
Bailee Madison medverkade i filmen Brothers från 2009 som karaktären Isabelle Cahill och hon nominerades till en Saturn Award och en BFC Critics Choice Award för sin insats. År 2010 medverkade Madison i filmen Letters to God i rollen som Samantha Perryfield. Hon medverkade också i filmen Conviction mot Hilary Swank och hon medverkade under samma år i TV-serierna Law & Order: Special Victims Unit (avsnittet "Locum") och R.L. Stine's The Haunting Hour.
Under 2011 hade Bailee Madison en roll i Disney Channel-serien Magi på Waverly Place som karaktären Maxine. Hon medverkade också i filmen Min låtsasfru och An Invisible Sign där hon spelade mot Jessica Alba. Under 2012 medverkade Madison i Hallmark-filmen A Taste of Romance och hon spelade Snövit i TV-serien Once Upon a Time. Hon sågs i filmen Rodeoprinsessan och ännu en Hallmark-film, Smart Cookie, där hon var karaktären Daisy.
År 2013 fick hon rollen som Hillary i komediserien Trophy Wife. Under 2014 spelade Madison karaktären Sophia Quinn i serien The Fosters och 2015 spelade hon Grace i Hallmarkserien Good Witch.

## Filmografi (urval)
- 2006 – Lonely Hearts Killers
- 2007 – Bron till Terabitia
- 2007 – Cory i Vita huset (TV-serie) (2 avsnitt)
- 2007 – CSI: New York (TV-serie) (1 avsnitt)
- 2007 – House (TV-serie) (1 avsnitt)
- 2007 – Look
- 2007 – The Last Day of Summer (TV-film)
- 2008 – Terminator: The Sarah Connor Chronicles (TV-serie) (1 avsnitt)
- 2008 – Merry Christmas, Drake & Josh (TV-film)
- 2009 – Brothers
- 2010 – Letters to God
- 2010 – Conviction
- 2010 – Don't Be Afraid of the Dark
- 2010 – Law & Order: Special Victims Unit (TV-serie) (1 avsnitt)
- 2010–2012 – R.L. Stine's The Haunting Hour (TV-serie) (4 avsnitt)
- 2010 – An Invisible Sign
- 2011 – Min låtsasfru
- 2011 – Magi på Waverly Place (TV-serie)
- 2012 – A Taste of Romance (TV-film)
- 2012 – Rodeoprinsessan
- 2012 – Smart Cookie (TV-film)
- 2012–2013 – Once Upon a Time (TV-serie) (4 avsnitt)
- 2013–2014 – Trophy Wife (TV-serie) (21 avsnitt)
- 2014–2015 – The Fosters (TV-serie) (11 avsnitt)
- 2015–2019 – Good Witch (TV-serie) (56 avsnitt)
- 2018 – The Strangers: Prey at Night
- 2021 – Good Witch (TV-serie) (1 avsnitt)
- 2022–2024 – Pretty Little Liars: Original Sin (TV-serie)